# Punta Hueca
La punta Hueca es una punta que marca el punto más occidental de la isla Jorge, en las islas Sandwich del Sur. Se encuentra al sureste de la roca Longlow y la punta Pescadora y al norte de la punta Horsburgh. La Dirección de Sistemas de Información Geográfica de la provincia de Tierra del Fuego cita la punta en las coordenadas 58°23′14″S 26°32′02″O / -58.38722, -26.53389.
Al norte de esta punta hay una roca innominada, y en ambos lugares se ubican dos de los puntos que determinan las líneas de base de la República Argentina, a partir de las cuales se miden los espacios marítimos que rodean al archipiélago.

## Historia
El nombre fue colocado por la Armada Argentina, figurando en cartas náuticas y mapas desde 1953. En idioma inglés fue traducido parcialmente a Hueca Point.
La isla nunca fue habitada ni ocupada, y como el resto de las Sandwich del Sur se encuentra bajo control del Reino Unido que la hace parte del territorio británico de ultramar de las Islas Georgias del Sur y Sandwich del Sur, y es reclamada por la República Argentina, que la hace parte del departamento Islas del Atlántico Sur dentro de la provincia de Tierra del Fuego, Antártida e Islas del Atlántico Sur.